# کاکتوس چانه
کاکتوس چانه (نام علمی: Gymnocalycium mihanovichii) گونه‌ای کاکتوس است. بیشتر گونه‌های این جنس بومی پاراگوئه، آرژانتین، اروگوئه و بولیوی هستند. این گونه کاکتوس ۴-۵ سانتی متر قد می‌کشد و ضخامت آن به ۵ تا ۶ سانتی متر می‌رسد. گل‌های این گونه ظاهری ابریشمین دارند. کاکتوس چانه به دلیل این که بدون کلروفیل می‌باشد، باید آن را بر روی کاکتوس دیگری پیوند زد. گل‌های این گیاه هم صورتی و قرمز و به قطر ۵ تا ۸ سانتی متر است.